# Mallaghatta, Turuvekere
Mallaghatta là một làng thuộc tehsil Turuvekere, huyện Tumkur, bang Karnataka, Ấn Độ.